# Rooftop (album)
Pour les articles homonymes, voir Rooftop.
Albums de SCH
JVLIVS
(2018) JVLIVS II
(2021)
Singles
1. Haut Standing
Sortie : 5 juillet 2019
2. R.A.C
Sortie : 7 novembre 2019
3. Ça ira
Sortie : 22 novembre 2019
4. Interlude
Sortie : 20 février 2020
5. Baden Baden
Sortie : 18 juin 2020

Rooftop est le 4e album studio du rappeur français SCH, sorti le 29 novembre 2019 sous les labels Maison Baron Rouge et Rec. 118.

## Genèse
Un peu plus d'un an après la sortie de son précédent album JVLIVS annoncé comme étant le premier tome d'une trilogie, l'attente était portée sur la sortie du deuxième tome. Début novembre 2019, SCH publie le clip de R.A.C où est annoncé la sortie du nouvel album Rooftop pour la fin du mois.
SCH revient avec cet album et des collaborations avec notamment Ninho, Gims, Rim'K, Heuss l'Enfoiré, Capo Plaza et Soolking. 
Après une semaine d'exploitation, le projet s'écoule à 25 135 exemplaires. Trois semaines après sa sortie, il est certifié disque d'or en atteignant le cap des 50 000 ventes, certifié platine en juillet 2020 et est certifié double platine en février 2023.

## Liste des titres
| No  | Titre                                     | Compositeur                            | Durée |
| --- | ----------------------------------------- | -------------------------------------- | ----- |
| 1.  | Cervelle                                  | Katrina Squad (Timo)                   | 3:43  |
| 2.  | All Eyes On Me                            | Persia                                 | 3:51  |
| 3.  | Mayday (feat. Ninho)                      | Katrina Squad (Neva, Guilty)           | 3:29  |
| 4.  | Petit cœur                                | Katrina Squad (Ace Loocky)             | 2:59  |
| 5.  | Tant pis                                  | Katrina Squad (DJ Ritmin)              | 3:50  |
| 6.  | R.A.C                                     | Phazz                                  | 3:13  |
| 7.  | Paye                                      | Twenty9                                | 3:29  |
| 8.  | Interlude                                 | Geo On The Track                       | 4:32  |
| 9.  | Solitude (feat. Rim'K)                    | Katrina Squad (DJ Ritmin)              | 3:44  |
| 10. | Ça ira                                    | Katrina Squad (Timo, Guilty)           | 4:09  |
| 11. | Ciment                                    | Katrina Squad (DJ Ritmin)              | 3:17  |
| 12. | Super Silver Haze (feat. Heuss l'Enfoiré) | DJ Kayz, Rocwells, Ayad                | 2:44  |
| 13. | Tirer un trait                            | Pierrari, Lucozi, Bruno Pieters, Ponko | 3:49  |
| 14. | Every Day (feat. Capo Plaza & Soolking)   | Katrina Squad (SLK)                    | 4:13  |
| 15. | Frime                                     | Heezy Lee, Trent 700                   | 3:06  |
| 16. | Baden Baden (feat. Gims)                  | Katrina Squad (Guilty)                 | 3:32  |
| 17. | Ah gars                                   | Katrina Squad (DJ Ritmin)              | 4:47  |

| 18. | DLB           | Noxious           | 3:56 |
| 19. | Innocents     | Ponko             | 3:16 |
| 20. | Haut standing | DSTprod, Unfazzed | 2:48 |

## Titres certifiés en France
- Mayday (feat. Ninho)  Diamant[6]
- Interlude  Platine[7]
- R.A.C  Platine[8]
- Ça ira  Platine[9]
- Petit cœur  Or[10]
- Baden Baden (feat. Gims)  Or[11]
- Cervelle  Or[12]
- All Eyes On Me  Or[13]

## Clips vidéos
- Haut Standing : 5 juillet 2019
- R.A.C : 7 novembre 2019
- Ça ira : 22 novembre 2019
- Interlude : 20 février 2020
- Baden Baden (avec Gims) : 18 juin 2020

## Classement hebdomadaire
| Classement (2018)            | Meilleure position |
| ---------------------------- | ------------------ |
| Belgique (Flandre Ultratop)  | 89                 |
| Belgique (Wallonie Ultratop) | 14                 |
| France (SNEP)                | 3                  |
| Suisse (Schweizer Hitparade) | 9                  |

## Certification
| Région | Certification | Ventes/Streams |
| ------ | ------------- | -------------- |
| France | 2 × Platine   | 220 000        |